# Jaroslaw Olegowitsch Iwanow
Jaroslaw Olegowitsch Iwanow (russisch Ярослав Олегович Иванов; * 16. Juni 1991) ist ein russischer Biathlet.
Jaroslaw Iwanow gab sein internationales Debüt bei den Juniorenrennen der Biathlon-Europameisterschaften 2012 in Osrblie, wo er Zehnter des Einzels wurde. Es dauerte bis zur Saison 2013/14, dass er in Ruhpolding zu weiteren internationalen Einsätzen des IBU-Cups der Männer kam. Bei seinem ersten Rennen, einem Sprint, gewann er als 12. sogleich Punkte. Im folgenden auf dem Sprintresultat basierenden Verfolgungsrennen verbesserte er sich um neun Ränge und lief hinter Julian Eberhard und Benedikt Doll als Drittplatzierter erstmals auf das Podium.